# Madonna+Dżakson=Prins
Madonna+Dżakson=Prins – album zespołu Po prostu wydany w 1999 roku.

## Utwory
1. Pan Wątrobian
2. Kartoniarze
3. Styl karalucha
4. Euro krawiec
5. Kapitan Hajduków
6. Błonolot Abarot
7. Widok jego ryja zabija
8. Szczęście w koszmar
9. Imitacja skajówki
10. Dzień dobry pacjentem
11. Likwidator komisarz
12. Ta pani z sokiem
13. Pies Hakenbery
14. Fałszywy czarodziej
15. Musztra tatarska
16. Madonna + Dżakson = Prins
17. Bunt w mieście
18. Bób Tolkmicko
19. Dynksiara
20. Cza Cza
21. Pies Hakenbery
22. Bima
23. Wieśniaki
24. Wiązanie sandał
25. Łumyj syry ojcu
26. O rety skarpety
27. Tragedia Bee Gees
28. Mniem, mniem miodówka
29. Murzyn z głową dziecka w środku